# Amomum muricatum
Amomum muricatum är en enhjärtbladig växtart som beskrevs av Richard Henry Beddome. Amomum muricatum ingår i släktet Amomum och familjen Zingiberaceae. Inga underarter finns listade i Catalogue of Life.